# Lise Henningsen
Lise Henningsen (født Rasmussen; 5. september 1931 i København, død 28. januar 2019 samme sted) var en dansk skuespillerinde. Henningsen huskes især for sin medvirken i de to første Olsen-banden-film og i sengekantsfilm. Desuden har Henningsen medvirket i revyer og på ABC Teatret hos Stig Lommer.

## Filmografi

### Film
| År   | Titel                      | Rolle                              | Noter          |
| ---- | -------------------------- | ---------------------------------- | -------------- |
| 1956 | Tante Tut fra Paris        | gæst i fransk restaurant           |                |
| 1956 | Færgekroen                 | dansende til Grauengaards musik    |                |
| 1959 | Kærlighedens melodi        | filmforeviser                      |                |
| 1961 | Den grønne elevator        | lækker dame                        |                |
| 1961 | Løgn og løvebrøl           | korpige                            |                |
| 1961 | Jetpiloter                 | sygeplejerske                      |                |
| 1962 | Prinsesse for en dag       | journalist                         |                |
| 1962 | Drømmen om det hvide slot  | sygeplejerske                      |                |
| 1963 | April                      | Singers sekretær                   |                |
| 1964 | Fem mand og Rosa           | model                              |                |
| 1964 | Don Olsen kommer til byen  | tilskuer i Husmoderforeningen      |                |
| 1965 | En ven i bolignøden        | dame der giver nøgle til portier   |                |
| 1966 | Der var engang             | køkkenpige                         |                |
| 1967 | Jeg er sgu min egen        | prostitueret                       |                |
| 1967 | Far laver sovsen           | ekspeditrice i slagterforretningen |                |
| 1968 | Jeg elsker blåt            | hjemmegående husmor                |                |
| 1968 | Olsen-banden               | en dame der bor hos Connie         | [ 2 ]          |
| 1968 | Dyrlægens plejebørn        | Fru Andersen                       |                |
| 1969 | Stine og drengene          |                                    |                |
| 1969 | Der kom en soldat          | dame som soldaten går ud med       |                |
| 1969 | Olsen-banden på spanden    | letlevende dame                    | [ 2 ]          |
| 1970 | Rend mig i revolutionen    | bartenderske                       |                |
| 1971 | Ballade på Christianshavn  | frk. Hansens vendinde              |                |
| 1974 | Mafiaen - det er osse mig! | mafiosa                            |                |
| 1975 | I Tvillingernes tegn       | Misse, Masters sekretær            | sengekantsfilm |
| 1976 | I Løvens tegn              | fræk receptionist                  | sengekantsfilm |
| 1976 | Piger i trøjen 2           | Hermann Clausens sekretær          |                |
| 1978 | Firmaskovturen             | servitrice                         |                |
| 1978 | Mig og Charly              | Majbritts mor                      |                |
| 1989 | Kærlighed uden stop        | Peters og Bents mor                |                |

### Tv-serier
| År      | Titel                   | Rolle                      | Afsnit |
| ------- | ----------------------- | -------------------------- | ------ |
| 1970    | Smuglerne               | Fru Pedersen               | 2      |
| 1970-77 | Huset på Christianshavn | Dorrit, trompetist/smugler | 47     |
| 1987-82 | Matador                 | Anni Kagl                  | 11     |